# دونالد ألين
دونالد ألين (بالإنجليزية: Donald Allen)‏ (13 ديسمبر 1926 بملبورن في أستراليا - 7 يوليو 2008) هو لاعب كريكت أسترالي. لعب مع فريق فكتوريا للكريكت.

## وصلات خارجية
- دونالد ألين على موقع إي آس بي آن كريك إنفو (الإنجليزية)